# Jean-Pierre Charland
Jean-Pierre Charland, né en mars 1954, est un historien, un universitaire et un auteur québécois. Il a publié des ouvrages savants, des manuels d'histoire et des romans historiques se déroulant dans le Québec des XIXe et XXe siècles.

## Biographie
Il est né dans une petite municipalité rurale du centre du Québec. Sa mère est d'origine acadienne. Il complète ses études collégiales au Cégep Édouard-Montpetit à Longueuil. Il obtient par la suite un baccalauréat, une maîtrise et, sous la direction de Jean Hamelin, un doctorat en histoire de l'Université Laval. En 2002, il y obtient un second doctorat en didactique de l'histoire sous la direction de Christian Laville.
Après une première année d'enseignement à la Faculté des sciences de l'éducation de l'Université Laval (1981-1982), il est nommé professeur au département d'histoire à l'Université d'Ottawa jusqu'en 1990 puis à la Faculté des sciences de l'éducation de l'Université de Montréal jusqu'à sa retraite en 2014. Il poursuit maintenant son désir d'enseigner l'histoire à travers ses romans.
C'est depuis son plus jeune âge qu'il souhaite écrire des histoires. Il explique : « J'ai voulu écrire des histoires à partir du moment où j'ai compris qu'il y avait quelqu'un qui les inventait. À 6-7 ans, j'étais fasciné par la possibilité de raconter des histoires, d'entraîner des lecteurs dans mon imaginaire. J'ai  commencé son premier roman à 12 ans mais je ne l'a pas terminé ».
Au début des années 1970, Jean-Pierre Charland a publié quatre romans destinés à un public adolescent ; les trois premiers sont des romans de science-fiction : Les Insurgés de Véga 3, L'Héritage de Bhor et Le Naufrage. Avec ce dernier, il remporte le prix Marie-Claire-Daveluy en 1973.

Au sujet de ses romans de science-fiction, il écrira plus tard :
«... j'ai passé mon adolescence dans les étoiles avec Isaac Azimov et Arthur C. Clarke : quand la version cinématographique d'un roman de ce dernier est sortie, 2001 A space Odyssey, je l'ai vu sept fois, dont trois la même journée...».
Le quatrième, La belle rivière, est son tout premier roman historique.
Durant ses études de maîtrise, débutées à l'été 1977, il est amené à parcourir tous les numéros des principaux journaux publiés à Québec de la fin du XIXe siècle à 1930. C'est de cette façon qu'il découvre l'affaire Blanche Garneau. « Cette histoire, c'était du bonbon pour quiconque avait des prétentions littéraires ». Le doctorat, puis le début d'une carrière de professeur l'occupent à temps plein. Il écrira le premier tiers de l'histoire inventée de Blanche Garneau en 1987-1988, recommencera à zéro en 1993 pour y revenir en 1996 à la faveur d'une année sabbatique. Il explique que « ces délais me permirent [...] de m'éloigner du fait divers pour ne plus vouloir faire qu'un travail de fiction ».
La publication d'Un viol sans importance, en 1998, marque son retour à l'écriture romanesque. C'est toutefois en 2007, qu'il s'y remet plus activement.

### Positionnement intellectuel
Selon Bélanger et Moisan, les romans de Jean-Pierre Charland sont « critiques, iconoclastes et féministes » : 
Critique, car les personnages qu'il a inventé permettent de comprendre l'ambiance et les valeurs de l'époque. « Leurs identités sont complexes et souvent avant-gardistes ». Dans les romans de Charland perce une méfiance à l'égard des idéologies et des idées toutes faites. « Son point de vue demeure celui de l'historien social, avec une prédilection marquée pour la vie quotidienne et les gens ordinaires [...] De même, les idéologies  telles que le nationalisme, le fascisme et le nazisme, servent d'arrière-fond et sont critiquées avec sévérité par l'auteur ».

## Œuvres

### Romans
À l'exception de La Souris et le Rat. Petite histoire universitaire, dans lequel il brosse un « portrait féroce du petit monde universitaire en forme de thriller, avec meurtre et maître-chanteurs... », tous les romans de Jean-Pierre Charland sont des romans historiques.
Son roman L'été de 1939 avant l'orage est l'objet d'études savantes notamment dans le cadre de la thèse de doctorat de Florence Tilch et également dans un article d'Audrey Bélanger et de Sabrina Moisan.
- Un viol sans importance, Septentrion, 1998  (ISBN 978-2-89448-103-5) (réédité comme Haute-Ville, Basse-Ville)
- La souris et le Rat, Gatineau, Vents d'Ouest, 2004  (ISBN 978-289537-091-8)
- Un pays pour un autre, Québec, Sillery, Éditions du Septentrion, 2005  (ISBN 2-89448-446-1) (réédité comme Un homme sans allégeance)
- L’Été de 1939 avant l’orage, Montréal, Éditions Hurtubise HMH, 2006  (ISBN 2-89428-888-3)
- La Rose et l’Irlande, Montréal, Éditions Hurtubise HMH, 2007  (ISBN 978-2-89428-974-7)

- Les Portes de Québec (première partie du cycle Les Picards) :
  - Tome I, Faubourg Saint-Roch, Montréal, Hurtubise, 2007  (ISBN 978-2-89647-039-6)
  - Tome II, La Belle Époque, Montréal, Hurtubise, 2008  (ISBN 978-2-89647-087-7)
  - Tome III, Le Prix du sang, Montréal, Hurtubise, 2008  (ISBN 978-2-89647-110-2)
  - Tome IV, La Mort bleue, Montréal, Hurtubise, 2009  (ISBN 978-2-89647-165-2)

- Haute-Ville, Basse-Ville, Montréal, Hurtubise, 2009 (Édition revue et corrigée par l'auteur de Un viol sans importance)  (ISBN 978-2-89647-208-6)

- Les Folles Années (deuxième partie du cycle Les Picards) :
  - Tome I, Les Héritiers, Montréal, Hurtubise, 2010  (ISBN 978-2-89647-266-6)
  - Tome II, Mathieu et l’affaire Aurore, Montréal, Hurtubise, 2010  (ISBN 978-2-89647-267-3)
  - Tome III, Thalie et les âmes d’élite, Montréal, Hurtubise, 2011  (ISBN 978-2-89647-452-3)
  - Tome IV, Eugénie et l’enfant retrouvé, Montréal, Hurtubise, 2011  (ISBN 978-2-89647-526-1)

- Un homme sans allégeance, Montréal, Hurtubise, 2012 (Publié antérieurement sous le titre Un pays pour un autre)  (ISBN 978-2-89647-942-9)

- Félicité :
  - Tome I, Le pasteur et la brebis, Montréal, Hurtubise, 2011  (ISBN 978-2-89647-603-9)
  - Tome II, La Grande Ville, Montréal, Hurtubise, 2012  (ISBN 978-2-89647-854-5)
  - Tome III, Le Salaire du péché, Montréal, Hurtubise, 2012  (ISBN 978-2-89647-982-5)
  - Tome IV, Une vie nouvelle, Montréal, Hurtubise, 2013  (ISBN 978-2-89723-078-4)

- Les Années de plomb (troisième partie du cycle Les Picards) :
  - Tome I, La Déchéance d'Édouard, Montréal, Hurtubise, 2013  (ISBN 978-2-89723-249-8)
  - Tome II, Jours de colère, Montréal, Hurtubise, 2014  (ISBN 978-2-89723-351-8)
  - Tome III, Le Choix de Thalie, Montréal, Hurtubise, 2014  (ISBN 978-2-89723-424-9)
  - Tome IV, Amours de guerre, Montréal, Hurtubise, 2014  (ISBN 978-2-89723-471-3)

- 1967 :
  - Tome I, L'Âme sœur, Montréal, Hurtubise, 2015  (ISBN 978-2-89723-567-3)
  - Tome II, Une ingénue à l'Expo, Montréal, Hurtubise, 2015  (ISBN 978-2-89723-631-1)
  - Tome III, L'Impatience, Montréal, Hurtubise, novembre 2015

- Sur les berges du Richelieu :
  - Tome I, La Tentation d’Aldée, Montréal, Hurtubise, 2016  (ISBN 978-2-89723-817-9)
  - Tome II, La Faute de monsieur le curé, Montréal, Hurtubise, 2016  (ISBN 978-2-89723-867-4)
  - Tome III, Amours contrariées, Montréal, Hurtubise, 2017  (ISBN 978-2-89723-966-4)

- Enquêtes d'Eugène Dolan
  - Père et mère tu honoreras, Montréal, Hurtubise, 2016  (ISBN 978-2-89723-730-1)
  - Un seul Dieu tu adoreras, Montréal, Hurtubise, 2018  (ISBN 978-2-89781-132-7)
  - Impudique point ne seras, Hurtubise, 2019  (ISBN 978-2-89781-435-9)
  - Homicide point ne seras, Montréal, Hurtubise, 2022  (ISBN 9782897816117)
  - L'oeuvre de chair ne désireras, Montréal, Hurtubise, 2023  (ISBN 9782897819736)
  - Le bien d'autrui tu ne prendras, Montréal, Hurtubise, 2025  (ISBN 9782898512285)

- Eva Braun
  1. Un jour mon prince viendra, Montréal, Hurtubise, 2017  (ISBN 978-2-89781-022-1)
  2. Une cage dorée, Montréal, Hurtubise, 2017  (ISBN 978-2-89781-054-2))

- Le Clan Picard (quatrième partie du cycle Les Picards) :
  - Tome I, Vies rapiécées, Montréal, Hurtubise, 2018  (ISBN 978-2-89781-231-7)
  - Tome II, L'Enfant trop sage, Montréal, Hurtubise, 2018  (ISBN 978-2-89781-234-8)
  - Tome III, Les Ambitions d'Aglaé, Montréal, Hurtubise, 2019  (ISBN 978-2-89781-301-7)

- Odile et Xavier :
  - Tome I, Le Vieil Amour, Montréal, Hurtubise, 2019  (ISBN 978-2-89781-458-8)
  - Tome II, Le parc La Fontaine, Montréal, Hurtubise, 2020  (ISBN 978-2-89781-478-6)
  - Tome III, Quittance finale, Montréal, Hurtubise, 2020  (ISBN 978-2-89781-481-6)

- Passe temps :
  - Tome I, Le temps et l'oubli, Montréal, Hurtubise, 2022  (ISBN 978-2-89781-778-7)
  - Tome II, L’avenir au passé, Montréal, Hurtubise, 2022  (ISBN 978-2-89781-781-7)

- Maître chez soi :
  - Tome I, Le déracinement, Montréal, Hurtubise, 2023  (ISBN 978-2-89781-939-2)
  - Tome II, La vie à Verdun, Montréal, Hurtubise, 2023  (ISBN 978-2-89781-942-2)

- La famille Chevalier :
  - Tome I, Une génération dans le vent, Montréal, Hurtubise, 2024  (ISBN 978-2-89851-062-5)
  - Tome II, L'épiphanie, Montréal, Hurtubise, 2024  (ISBN 978-2-89781-949-1)
  - Tome III, L'été de l'Expo, Montréal, Hurtubise, 2024  (ISBN 978-2-89781-988-0)

### Ouvrage savants
- Les Cordonniers, artisans du cuir (en collaboration), Montréal et Ottawa, Boréal Express et Musée National de l'Homme, 1980
- L'Enseignement professionnel au Québec, 1867-1982, Québec, IQRC, 1982  (ISBN 2-89224-021-2)
- Bibliographie de l'enseignement professionnel au Québec, 1850–1981, (en collaboration avec Nicole Thivierge) Québec, IQRC, 1982
- Les Pâtes et papiers au Québec, 1880-1980. Technologies, travail et travailleurs, Québec, IQRC, 1990  (ISBN 2892241375)
- Système technique et bonheur domestique. Rémunération, consommation et pauvreté au Québec, 1920-1960 (avec la participation de Mario Désautels) Québec, IQRC, 1992  (ISBN 2892241634)
- Système technique et bonheur domestique : Supplément statistique, Québec, IQRC, 1992
- L’Entreprise éducative au Québec, 1841-1901, Presses de l’Université Laval, 2000  (ISBN 2-7637-7719-8)
- Les élèves, l’histoire et la citoyenneté. Enquête auprès d’élèves des régions de Montréal et Toronto, Québec, Presses de l’Université Laval, 2003  (ISBN 2-7637-8023-7)
- Une histoire du Canada contemporain de 1850 à nos jours, Sillery, Septentrion, 2007 (réédité en 2010), repris sous le même titre, dans une édition mise à jour, pour la collection de poche Bibliothèque québécoise, 2015  (ISBN 9782894063736)
- L'histoire du Québec en 30 secondes (rédigé en collaboration avec Sabrina Moisan), Montréal, Hurtubise, 2014  (ISBN 9782897233426)

### Manuels scolaires
- Le Canada, un pays en évolution. Manuel d’apprentissage (en collaboration avec Robert Choquette, Ruby Heap, Jacques Saint-Pierre et Nicole Thivierge), Montréal, Lidec, 1994
- Le Canada, un pays en évolution. Cahier d’exercices, Montréal, Lidec, 1995
- Le Canada, un pays en évolution. Guide pédagogique, Montréal, Lidec, 1995
- À l’aube du XXIe siècle. Histoire du Québec et du Canada. Manuel de l’élève, Montréal, Lidec, 1997. (Rédigé avec la collaboration de Jacques Saint-Pierre)
- À l’aube du XXIe siècle. Histoire du Québec et du Canada. Manuel du maître, Montréal, Lidec, 1997. (Rédigé avec la collaboration de Roma Richard)
- La Cyberligne du temps. L’histoire du Canada en cinq siècles, site internet à l’usage des enseignants et des élèves du secondaire.
- Repère. Histoire et Éducation à la citoyenneté. Manuel d'histoire destiné aux élèves de 3e secondaire, 2 tomes (en collaboration), Montréal, Erpi, 2007  (ISBN 9782761321235)